# John Lowry (Geiger)
John Lowry (* im 20. Jahrhundert) ist ein kanadischer Geiger und Musikpädagoge.

## Leben und Wirken
Lowry begann seine musikalische Ausbildung in Edmonton bei Ranald Shean und studierte später an der University of Toronto und der Yale University. Außerdem hatte er auch Unterricht bei George Neikrug, David Zafer und Oscar Shumsky. Er unterrichtete u. a. an der University of Manitoba und der University of Lowell, an der University of Calgary, am Mount Royal Conservatory und am Comox Valley Youth Music Centre.
Er war Geiger im Orchester der Opera Company of Boston und der Canadian Opera Company und Mitglied des Ensembles Esprit Contemporain. Als Konzertmeister gehörte er dem New Hampshire Philharmonic Orchestra und dem Orchester der Opera New England an. 1987 war er stellvertretender Konzertmeister des Calgary Philharmonic Orchestra, in der Saison 2002–03 Konzertmeister der Edmonton Symphony. Als Erster Geiger gastierte er außerdem bei den Sinfonieorchestern von  Halifax, Winnipeg, Kitchener-Waterloo und Red Deer und beim Adelaide Symphony Orchestra. Als Solist trat er u. a. unter der Leitung der Dirigenten Hans Graf, Mario Bernardi, James Judd, Jean-François Rivest, Timothy Vernon, Ivars Taurins und Pierre Hétu auf.
1988 gründete Lowry die Kensington Sinfonia, deren Leiter und künstlerischer Direktor er bis 1993 war. Als Kammermusiker arbeitete er u. a. mit James Campbell, Bernadene Blaha, Rivka Golani, Kevin Fitz-Gerald, Eliot Fisk, Robert Silverman, Angela Cheng und Miriam Fried zusammen und nahm am Ottawa Chamber Music Festival, dem Festival of the Sound und dem Pacific Rim Festival teil. Mit Beth Root Sandvoss (Cello), Susanne Ruberg-Gordon (Klavier) und Vincent Ho gründete er das auf Musik des 20. und 21. Jahrhunderts spezialisierten Land’s End Ensemble, dessen CDs mit drei Western Canadian Music Awards und 2014 einem Juno Award ausgezeichnet wurden.